# هلن گورلی براون
هلن گورلی براون (زادهٔ ۱۸ فوریه ۱۹۲۲ – درگذشتهٔ ۱۳ اوت ۲۰۱۲ در نیویورک سیتی) یک پدیدآور، ناشر و تاجر زن آمریکایی و برای ۳۲ سال سردبیر مجله کازموپالیتن بود.

## زندگی
در نهایت هلن براون روز دوشنبه ۱۳ اوت ۲۰۱۲ در ۹۰ سالگی در شهر نیویورک درگذشت.

## فعالیت‌ها
هلن گرلی براون بیش از سی سال سردبیر مجلهٔ زنان کازموپولیتن (به انگلیسی: Cosmopolitan) بود و از این طریق بر زندگی زنان تأثیر می‌گذاشت.
اما تأثیرگذاری هلن براون بر جامعهٔ زنان سه سال پیش از آغاز به کار وی در این مجله و با نوشتن کتاب «رابطهٔ جنسی و دختر مجرد» سال ۱۹۶۲ شروع شد. او که تا ۴۳ سالگی هیچ تجربه‌ای از عالم نویسندگی و نشر نداشت، در کتاب جنجالی خود در زنان را به استقلال مالی و رابطهٔ جنسی پیش از ازدواج تشویق کرده بود. او این کتاب را زمانی نوشت که محتوای آن جامعهٔ آمریکا را به حیرت واداشت. محتوی این کتاب دربارهٔ برقراری رابطهٔ جنسی پیش از ازدواج و لذت‌بردن از آن بود؛ مسئله‌ای که در آن زمان هنوز در جامعهٔ آمریکا جا نیافتاده بود. براون دربارهٔ این کتاب گفته بود که «مسئله جنجالی شد و چوبش را هم خوردم، ولی یادگرفتم با آن کنار بیایم.»
کیت وایت، سردبیر کنونی کازموپولیتن معتقد است هلن براون بر جامعهٔ زنان تأثیر زیادی گذاشت. به باور او «در اصل او به زنان اجازه داد تا از جنسیت خود لذت ببرند. زمانی که او مشهور شد زنان هنوز دربارهٔ جنسیت خود راحت نبودند و فکر می‌کردند اگر قبل از ازدواج رابطهٔ جنسی برقرار کنند باید مجازات شوند و تقاص پس دهند. آن‌ها فکر می‌کردند که دختران خوب نباید رابطهٔ جنسی داشته باشند. اما او گفت که دختران خوب هم باید سکس داشته باشند. پیام او بسیار قوی بود.
با انتشار کتاب هلن براون در طول یک هفته ۲ میلیون نسخه از آن به فروش رفت و به مدت یک سال در صدر جدول بهترین کتاب‌ها قرار گرفت. براون معتقد بود که تنها مردان نباید از سکس لذت ببرند و همین طرز تفکر باعث شد کتاب او به ۱۶ زبان و در ۲۸ کشور ترجمه شده و به فروش برسد.
او در سال ۱۹۶۵، سه سال پس از چاپ کتاب، سردبیر مجلهٔ کازموپولیتن شد و تیراژ ۸۰۰ هزاری مجله را به ۳ میلیون رساند. در آن زمان تمرکز مجلات بر زنان خانه‌دار بود و مقاله‌ها دربارهٔ بزرگ کردن کودکان و رژیم غذایی نوشته می‌شدند. اما براون ایده‌های دیگری داشت که توجه میلیون‌ها نفر را به خود جلب کرد. او دربارهٔ سکس، زندگی اشرافی و بازیگران سینما می‌نوشت. کیت وایت معتقد است مجلهٔ کازموپولیتن هنوز از ایده‌های هلن برون استفاده می‌کند: «وقتی بهش فکر کنید متوجه می‌شوید که در سال ۱۹۶۵، زمانی که او سردبیر کازموپولیتن شد، این مجله تیراژ زیادی نداشت اما او این مجله را به یک مرکز قدرت تبدیل کرد؛ استفاده از اگوی او باعث شده کازموپولیتن هنوز اول باشد.»

هلن براون خود را یک فمینیست می‌دانست و جملهٔ معروفی داشت: 
"دختران خوب به بهشت می‌روند و دختران بد هرجا که دلشان می‌خواهد."

## آثار
هلن گورلی براون در طول فعالیتش به عنوان یک نویسنده ۱۱ کتاب نوشت. او که نویسنده و ویراستار بود، ۳۱ سال به عنوان سردبیر «مجلهٔ بین‌المللی» با فروش ۳۳ میلیون نسخه، کارکرد. او خاطرات خود را نیز در کتابی با عنوان «من باز هم وحشی هستم» در سال ۲۰۰۰ منتشر کرده‌است. وی پیش از این، هفت کتاب دیگر در کارنامه‌اش داشت.
کتاب زندگی‌نامهٔ براون نخستین و تنها جایی است که او بر خودش متمرکز شده‌است. براون در این کتاب به بحث در مورد زندگی فردی خود پرداخته و از رازهایی گفته که تاکنون آن‌ها را افشا نکرده بود. او در این کتاب دربارهٔ جراحی پلاستیک خود و تقلایش برای غلبه بر سرطان و وفاداری به همسرش، همچنین در رابطه با طرز تفکراتش در مورد خانواده، دین، سیاست‌های اداری، ورزش، غذا، ازدواج و عشق سخن می‌گوید.
از دیگر کتاب‌های او می‌توان به «همیشه این را داشته باش: عشق»، «موفقیت»، «حتی اگر شروع شما با هیچ چیز باشد» که در سال ۱۹۸۲منتشر شد و «یادداشت‌ها و نامه‌های رسمی از میز سردبیر افسانه‌ای» در سال ۱۹۹۳ اشاره کرد.

## جوایز
تعدادی از جوایزی که بروان در طول فعالیتش به عنوان نویسنده و ویراستار کسب کرده‌است شامل جایزهٔ «ماتریکس» در سال ۱۹۸۵ از انجمن زنان شهر نیویورک، جایزهٔ «هنی جانسون فیشر» در سال ۱۹۹۵ از ناشران مجله در آمریکا، جایزهٔ «سالن افتخارات» در سال ۱۹۹۶ از جامعهٔ آمریکایی ویراستاران مجله و عنوان ویراستار سال انتخاب شده توسط مجلهٔ عصر تبلیغات است.

## انتقادها
برخی که مخالف طرز فکر او هستند می‌گویند افکارش مانند دختر نوجوانی بود که مدام به دنبال سکس و تخیلات سکسی می‌گشت اما او معتقد بود که با این افکار به زنان می‌فهماند که چگونه از زندگی لذت ببرند.

## پی‌نوشت
1. ↑  http://encyclopediaofarkansas.net/encyclopedia/entry-detail.aspx?entryID=2407
2. ↑  Scanlon 2009, p. 1.
3. ↑  Telegraph obituary
4. ↑  Garner 2009.
5. 1 2 3 4 5 6 7 8 9 10 11 12 13 14 15 16  «هلن براون و تأثیر او...»،  بی‌بی‌سی.
6. 1 2 3 4 5 6 7 8  «هلن گورلی براون درگذشت»،  ایبنا.
7. ↑  «هلن گورلی براون، نویسندهٔ آمریکایی درگذشت». یورونیوز فارسی. ۱۴ اوت ۲۰۱۲. بایگانی‌شده از اصلی در ۱۹ اوت ۲۰۱۲. دریافت‌شده در ۱۴ اوت ۲۰۱۲.